# Podkarpackie Centrum Sztuki Współczesnej im. Zdzisława Beksińskiego w Sanoku

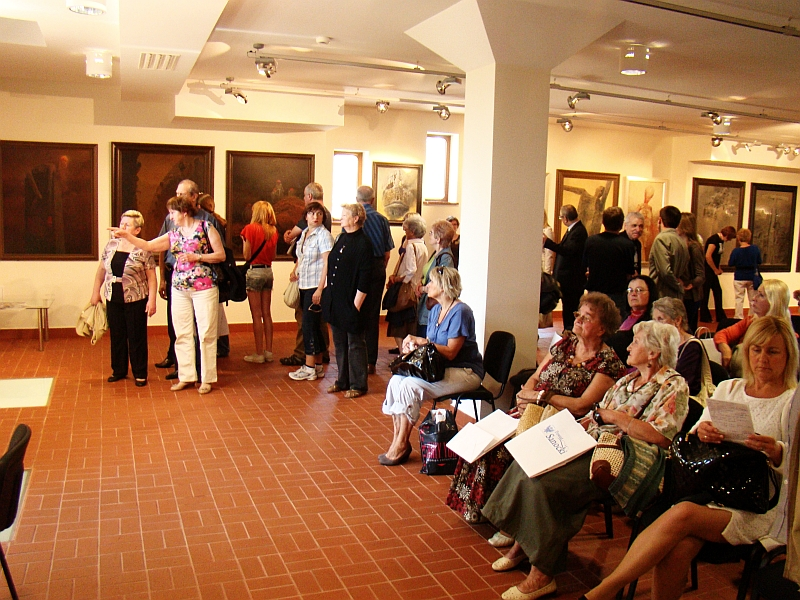
Aula Galerii w czasie otwarcia w dniu 19 maja 2012

Podkarpackie Centrum Sztuki Współczesnej im. Zdzisława Beksińskiego w Sanoku – galeria sztuki współczesnej znajdująca się w dobudowanym skrzydle sanockiego zamku.
Galeria ma być pomnikiem dla pochodzącego z Sanoka Zdzisława Beksińskiego, który przekazał sanockiej instytucji kilka tysięcy swoich prac. Zgodnie z zapisem testamentowym artysty Muzeum Historyczne w Sanoku stało się jego jedynym spadkobiercą.

## Historia
Odbudowa skrzydła zamkowego możliwa była dzięki dotacji pochodzącej z Europejskiego Funduszu Rozwoju Regionalnego w ramach Regionalnego Programu Operacyjnego. Generalnym wykonawcą robót budowlanych było KPB w Krośnie.
Oficjalne otwarcie galerii nastąpiło w dniu 19 maja 2012 roku. W pierwszym dniu wystawę obejrzało ok. 10 tys. osób.
Południowe skrzydło zamku zostało zbudowane przez władze austriackie na potrzeby rozbudowy siedziby cyrkułu sanockiego na początku XIX w. Zachowały się plany zamku z tego okresu przechowywane obecnie w archiwum lwowskim. Skrzydło to zostało spalone przez wojska rosyjskie w roku 1915 w czasie I Wojny światowej. Sterczące ruiny zostały następnie rozebrane przez władze powiatowe.
Obecny gmach galerii ma bryłę przypominającą formą stan z roku 1914, z zamkiem łączy się korytarzami. Różni się kształtem okien i liczbą kondygnacji, nowe skrzydło zamku ma pięć pięter.

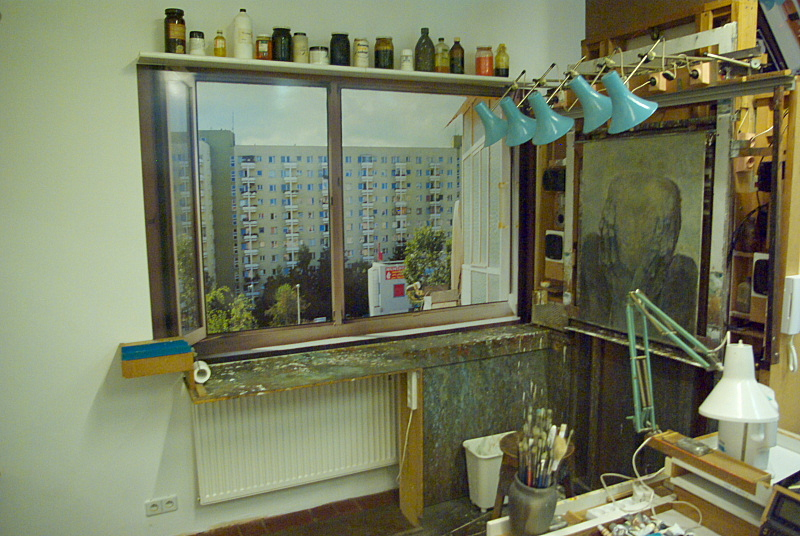
Rekonstrukcja warszawskiej pracowni Zdzisława Beksińskiego w sanockiej galerii

## Działalność wystawiennicza

### Galeria Beksińskiego
Kolekcja składa się z twórczości dzieł zebranych od lat 60. XX wieku oraz opowiada o życiu Zdzisława Beksińskiego. Znalazły się tu jego fotografie i wczesne rysunki. Muzeum Historyczne w Sanoku posiada największą na świecie kolekcję dzieł Beksińskiego. Obejmuje ona kilka tysięcy obrazów, reliefów, rzeźb, rysunków, grafik i fotografii. Ekspozycja prac artysty pozwala zwiedzającym galerię prześledzić kolejne etapy twórczości Beksińskiego.
Na czwartym piętrze galerii zrekonstruowano warszawską pracownię Beksińskiego, jest drobiazgowo odtworzona, „łącznie z widokiem, który artysta oglądał przez okno”. Na kilkunastu monitorach można oglądać filmy z Beksińskim oraz przygotowane katalogi.
Kolejne części galerii poświęcone są kolejno okresowi sanockiemu, warszawskiemu, rzeźbie, abstrakcji oraz grafice komputerowej. Szkice rysunków znajdują się w specjalnych aluminiowych szufladach dostępnych dla zwiedzających.
W galerii można obejrzeć m.in. liczącą ponad 300 prac stałą wystawę dzieł Beksińskiego.